# 파울리누스 에보라켄시스
파울리누스 에보라켄시스(라틴어: Paulinus Eboracensis, 영어: Paulinus of York: ? - 644년 10월 10일), 또는 바울리노는 로마의 선교사이자 초대 요크 주교였다. 601년 교황 그레고리오 1세에 의해 앵글로색슨족을 현지 앵글로색슨 이교로부터 기독교화하기 위해 파견된 그레고리오 선교의 일원이었으며, 바울리노는 604년까지 두 번째 선교사 집단과 함께 잉글랜드에 도착했다. 이후 20년 동안 파울리누스의 활동에 대해서는 알려진 바가 거의 없다.
켄트에서 몇 년을 보낸 후, 아마도 625년에 바울리노는 주교로 서품되었다. 노섬브리아의 에아드위네 왕과 결혼하기 위해 노섬브리아로 이동하던 켄트의 에아드발드 왕의 자매 켄트의 애셀부르흐와 함께 동행했고, 종내에는 에아드위네를 기독교로 개종시키는데 성공하였다. 바울리노는 또한 에드윈의 많은 신하들을 개종시키고 몇몇 교회들을 세웠다. 파울리노에게 세례를 받은 여성들 중 한 명은 훗날의 성인인 휘트비의 힐다였다. 633년 에아드위네의 죽음 이후, 바울리노와 애셀부르흐는 바울리노의 성직자인 부제 야고보를 남기고, 노섬브리아를 떠났다. 바울리노는 켄트로 돌아와서, 로체스터의 주교가 되었다. 그는 교황으로부터 요크 대주교로 임명된 것을 상징하는 팔리움을 받았지만, 너무 늦어서 효과를 거두지 못했다. 644년 그가 죽은 후, 바울리노는 성인으로 시성되었으며, 현재 동방 정교회, 로마 가톨릭교회, 성공회에서 공경받고 있다.

## 같이 보기
- 그레고리오 선교의 일원 목록

### 내용주
1. ↑  York did not become an archbishopric until 735.[1]

### 참조주
1. ↑  Lapidge "Ecgbert" Blackwell Encyclopedia of Anglo-Saxon England

## 참고 자료
- Blair, Peter Hunter (1990). 《The World of Bede》 Reprint of 1970판. Cambridge, UK: Cambridge University Press. ISBN 0-521-39819-3.
- Costambeys, Marios (2004). 〈Paulinus (St Paulinus) (d. 644)〉. 《Oxford Dictionary of National Biography》 October 2005 revis판. Oxford University Press. doi:10.1093/ref:odnb/21626. 2009년 3월 6일에 확인함. (subscription 또는 UK 공공도서관 회원 필수)
- Farmer, David Hugh (2004). 《Oxford Dictionary of Saints》 Fif판. Oxford, UK: Oxford University Press. ISBN 978-0-19-860949-0.
- Fryde, E. B.; Greenway, D. E.; Porter, S.; Roy, I. (1996). 《Handbook of British Chronology》 Thi revis판. Cambridge, UK: Cambridge University Press. ISBN 0-521-56350-X.
- Kirby, D. P. (2000). 《The Earliest English Kings》. New York: Routledge. ISBN 0-415-24211-8.
- Lapidge, Michael (2001). 〈Ecgberht〉.   Lapidge, Michael; Blair, John; Keynes, Simon; Scragg, Donald. 《The Blackwell Encyclopaedia of Anglo-Saxon England》. Malden, MA: Blackwell. 157쪽. ISBN 978-0-631-22492-1.
- Lapidge, Michael (2001). 〈Paulinus〉.   Lapidge, Michael; Blair, John; Keynes, Simon; Scragg, Donald. 《The Blackwell Encyclopaedia of Anglo-Saxon England》. Malden, MA: Blackwell. 359쪽. ISBN 978-0-631-22492-1.
- Mayr-Harting, Henry (1991). 《The Coming of Christianity to Anglo-Saxon England》. University Park, PA: Pennsylvania State University Press. ISBN 0-271-00769-9.
- Rollason, David. “The Shrines of Saints in later Anglo-Saxon England: Distribution and Significance” (PDF). 《Archaeology Data Services》. Department of Archaeology, University of York. 2011년 6월 13일에 원본 문서 (PDF)에서 보존된 문서. 2009년 3월 29일에 확인함.
- Sharpe, R. (September 2002). “The Naming of Bishop Ithamar”. 《The English Historical Review》 117 (473): 889–894. doi:10.1093/ehr/117.473.889. JSTOR 3489611. S2CID 159918370.
- Stenton, F. M. (1971). 《Anglo-Saxon England》 Thi판. Oxford, UK: Oxford University Press. ISBN 978-0-19-280139-5.
- Walsh, Michael J. (2007). 《A New Dictionary of Saints: East and West》. London: Burns & Oats. ISBN 978-0-86012-438-2.
- Williams, Ann (1999). 《Kingship and Government in Pre-Conquest England c. 500–1066》. London: MacMillan. ISBN 0-333-56797-8.
- Yorke, Barbara (2006). 《The Conversion of Britain: Religion, Politics and Society in Britain c. 600–800》. London: Pearson/Longman. ISBN 0-582-77292-3.
- Yorke, Barbara (1997). 《Kings and Kingdoms of Early Anglo-Saxon England》. New York: Routledge. ISBN 0-415-16639-X.

## 추가 자료
- Hunt, William (1895). 〈Paulinus (d.644)〉.   Lee, Sidney. 《영국인명사전》 44. 런던: Smith, Elder & Co.
- Mayr-Harting, H. M. R. E. (1967). 〈Paulinus of York〉.   G. J. Cuming. 《Studies in Church History IV: The Province of York》. Leiden: Brill. 15–21쪽.